# Porfi Jiménez
Porfirio Antonio Jiménez Núñez (conocido artísticamente como Porfi Jiménez) (Hato Mayor del Rey, 16 de febrero de 1928 – 8 de junio de 2010) fue un arreglista, compositor y líder banda dominicano afincado en Venezuela.

## Biografía
Su padre murió cuando Porfi tenía tres años y su madre le regaló una trompeta cuando contaba con siete. Comenzó a tocar este instrumento en la Academia Municipal de Música dirigida por Pedro Albuerme y ya tocaba profesionalmente en 1942. En la Academia se gradúa y ejerce de profesor.
A los 22 años se traslada a la capital dominicana Santo Domingo donde se integra a la Orquesta Angelita de la Voz Dominicana bajo la dirección del maestro italiano Enrico Cabiatti, con quien empezó a aprender composición.
Invitado por Rafael Minaya a una gira, el 6 de febrero de 1954 llegó a Caracas y empezó a tocar en orquestas como las de Pedro José Belisario (donde permanece por tres años) o Chucho Sanoja, así como también en la Billo's Caracas Boys. A principios de los 60, empezó a ser conocido por sus arreglos para cantantes de boleros como Felipe Pirela y Blanca Rosa Gil. Al mismo tiempo, realiza estudios en la Berklee School of Music de Boston y comienza a trabajar como arreglista y productor del sello discográfico Velvet.
En 1963, creó su propia banda de música latina. Con vocalistas de la talla de Kiko Mendive y Chico Salas, la orquesta de Jiménez hizo su disco de debut con Velvet. Con ella, grabó numerosos álbumes en la década de los 60 y mediados de los 70 y ayudó a popularizar la salsa en todo el mundo.
Su gran etapa de éxito llegó en la década de los 80 coincidiendo con la llegada al sello discográfico de "Sonografica" con álbumes donde combinaba salsa, cumbia y el merengue. Entre sus éxitos se incluyen El baile del perrito, La negra Celina, La resbalosa, Se hunde el barco y Culucucú. Con ese último llegó al número uno en Colombia, República Dominicana y Venezuela. Aparte de esto, dirigió una orquesta de jazz de 17 piezas para promover la tradición de la big band presentando su propio repertorio y obras seleccionadas de Thad Jones, Chico O'Farrill, entre otros.
En enero de 2007 Jiménez recibió un tributo por la Orquesta de la Organización de las Naciones Unidas creada por Dizzy Gillespie, por su larga trayectoria en la música latina.

## Discografía
- Esto es ritmo (1964). Porfi y Su Conjunto Rítmico
- Únicamente tú (1964). Felipe Pirela & Porfi Jiménez y Su Orquesta
- A bailar con Porfi (1966)
- Ron con coco (1966)
- Pata-pata con ¡Porfi! (1967)
- Y el negro ahi! (1967)
- Orquesta Porfi Jiménez: Canta Felipe Pirela (1967). Felipe Pirela & Porfi Jiménez y Su Orquesta
- Casatshok Latin Soul (1968)
- Por fin Porfi (1968)
- Rate. La machaca (1972)
- Así soy yo (1973)
- El rico sabor de Porfi Jiménez y Su Orquesta (1974)
- Cortando cabezas (1977)
- 20 Años (1985)
- Porfi '85 (1985)
- Bula bula (1988)
- Ululukukulala (1989)
- Parrandeando con la trigueña hermosa! (1990). Porfi Jiménez y Su Orquesta Parrandeando
- Como siempre (1992)